# آر ماهی زرین

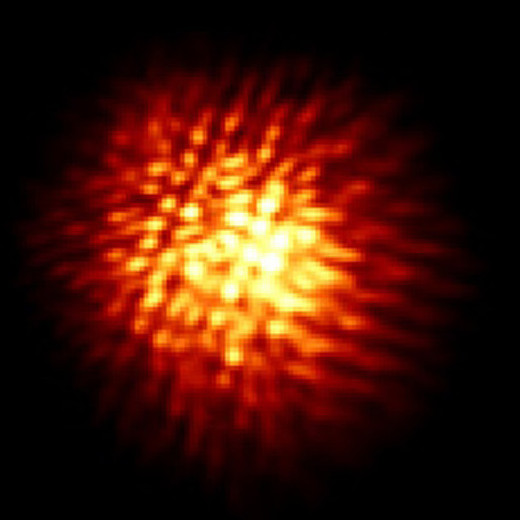
نگارهٔ تداخل‌سنجی فروسرخ از ستارهٔ «آر ماهی زرین»

آر ماهی زرین (به انگلیسی: R Doradus) یک ستاره متغیر نیمه منظم است. قدر ظاهری این ستاره که در صورت فلکی ماهی زرین قرار دارد در دوره‌هایی ۳۴۰ روزه میان ۴٫۵ و ۶٫۵ تغییر می‌کند.